# Ildsluger
En ildsluger er en entertainer, ofte en gadekunstner eller en del af et sideshow. Personen placerer flammende objekter i sin mund og slukker dem. De praktiserer også at kontrollere og flytte flammen.
| Kunst og kultur | Spire Denne artikel om scenekunst og teater er en spire som bør udbygges. Du er velkommen til at hjælpe Wikipedia ved at udvide den. |